# خطة العمليات المتكاملة

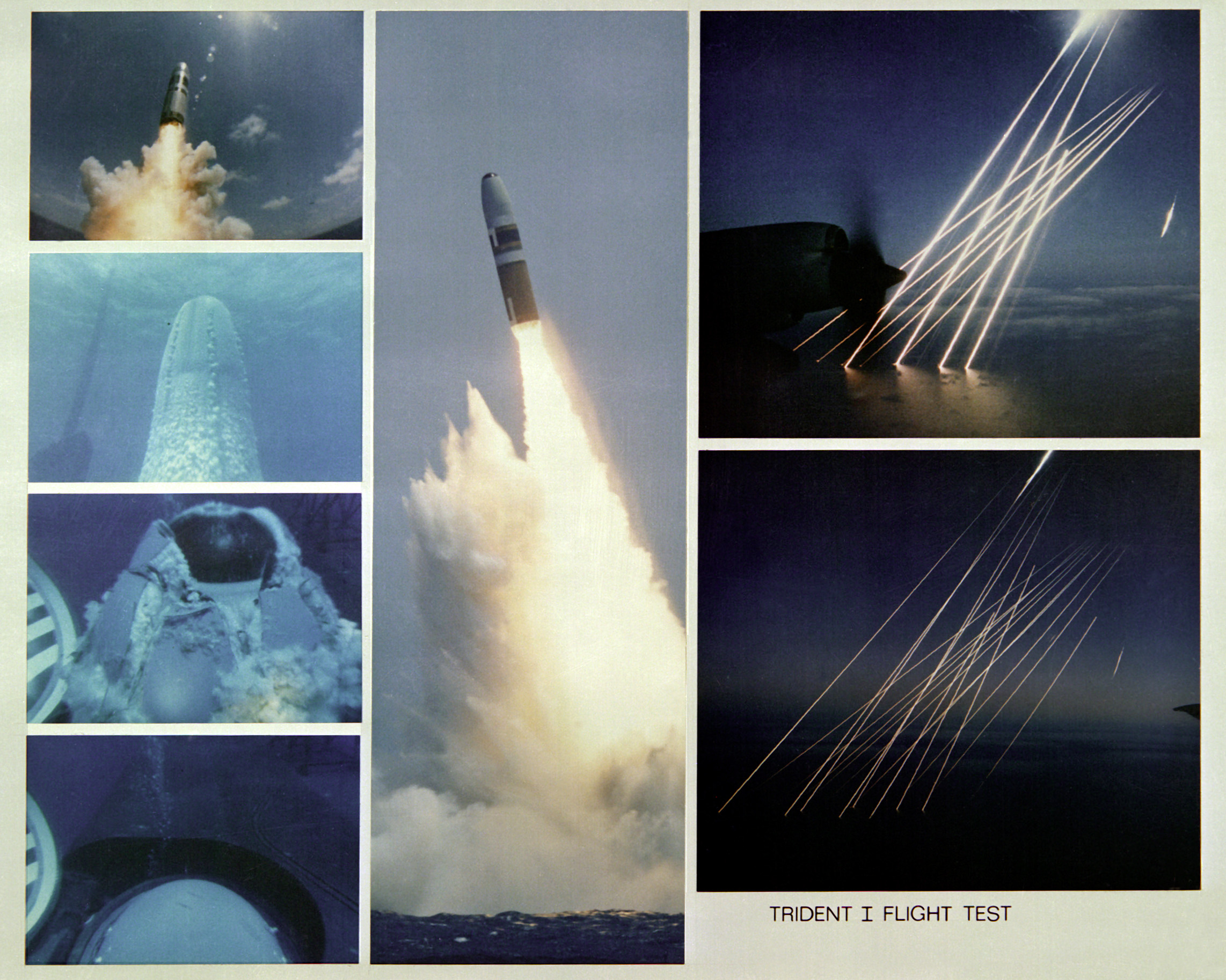

خطة العمليات المتكاملة (SIOP) هي الخطة العامة التي اتبعتها الولايات المتحدة للتجهيز لحرب نووية من عام 1961 إلى 2003. سمحت تلك الخطة لرئيس الولايات المتحدة بنطاق واسع من الخيارات، ووضحت إجراءات إطلاق الأسلحة النووية والمواقع التي سوف تستهدفها الولايات في حالة نشوب حرب نووية. جمعت تلك الخطة بين قدرات الثالوث النووي لقاذفات القنابل الاستراتيجية، وبين القذائف الأرضية الباليستية العابرة للقارات، وصواريخ الغواصات المائية الباليستية. حظرت الولايات المتحدة نشر مستند خطة العمليات المتكاملة بشكل صارم، وكانت تُعد أكثر القضايا خطرًا وسرية ضمن سياسة الأمن القومي الأمريكي.
اكتملت صياغة أول نسخة من خطة العمليات المتكاملة في 14 ديسمبر عام 1960 بعنوان «SIOP-62»، وطُبقت في 1 يوليو عام 1961 (أو بداية السنة المالية 1962). حُدثت الخطة سنويًا حتى فبراير عام 2003 عندما استُبدلت بخطة العملية العسكرية 8044. واعتبارًا من يوليو 2012، تتبنى الولايات المتحدة خطة «العملية العسكرية 8010-12، الردع الاستراتيجي واستخدام القوة» استعدادًا للحرب النووية.

## عملية التخطيط
لا تزال معظم تفاصيل خطة الولايات المتحدة للحرب النووية ممنوعة من النشر، ورغم ذلك فقد نُشرت بعض المعلومات الخاصة بالإجراءات التي آلت إلى خطة العمليات المتكاملة السابقة على الملأ. بدأت عملية التخطيط بأمر توجيهي من رئيس الولايات المتحدة لإرساء المفاهيم والأهداف والقواعد الإرشادية التي توجه الأفراد القائمين على التخطيط للحرب النووية. ومن ثَم استعانت وزارة الدفاع بتوجيهات الرئيس للإتيان بسياسة استخدام الأسلحة النووية (NUWEP) التي حددت الافتراضات المبدئية، وخيارات الهجوم، والمواقع المُستهدفة، وأنواع الأهداف، وحدود الأهداف، وكيفية التنسيق مع قادة الجيش المحاربين. وبعدها استعان أعضاء هيئة الأركان المشتركة بالخطة السابقة لصياغة «خطة القدرات الاستراتيجية المشتركة». تضمن هذا المستند قائمة مفصلة مدروسة من الأهداف والشروط التي تشمل معايير الاستهداف والأضرار التي من شأنها أن تبرر استخدام الأسلحة النووية من جانب الولايات المتحدة. اكتملت آخر مرحلة من صياغة الخطة النهائية للحرب النووية عندما استعانت القيادة الجوية الاستراتيجية بتوجيهات هيئة الأركان لصياغة خطة الحرب النووية الفعلية التي أصبحت ما يُعرف بخطة العمليات المتكاملة. تولى طاقم التخطيط الاستراتيجي المشترك مهمة الإتيان بخطة مفصلة، ويقع مقرهم في نفس موقع مقر القيادة الجوية الاستراتيجية في أوماها، نيبراسكا.
طورت القيادة الجوية الاستراتيجية مجموعة من الخطط وسلسلة من الخيارات استنادًا إلى مجموعة من المواقع المُستهدفة تُعرف بقاعدة الأهداف الوطنية. اختلف عدد تلك المواقع المُستهدفة بمرور الزمن؛ من 16,000 هدف في عام 1985، إلى 12,500 هدف في نهاية الحرب الباردة عام 1991، إلى 2,500 هدف فقط بحلول عام 2001. استهدفت خطة العمليات المتكاملة عددًا من المواقع في الاتحاد السوفيتي، وعددًا آخر من المواقع في جمهورية الصين الشعبية التي أُزيلت من القائمة في السبعينيات، وأُعيدت إضافتها من جديد في عام 1997. وفي عام 1999 شملت قاعدة الأهداف الوطنية عددًا من المواقع في روسيا، والصين، وكوريا الشمالية، وإيران، والعراق، وسوريا، وليبيا.

## تنفيذ خطة العمليات المتكاملة
يتمتع الرئيس الأمريكي بسلطة الأمر باستخدام الأسلحة النووية بصفته عضوًا في هيئة القيادة الوطنية. وإذا ما أمر الرئيس بذلك بالفعل، فلن يصل هذا الأمر إلى مستويات القيادة الدنيا ولن ينفذ أحدهم أي أمر على الإطلاق إلا بتصريح من شخصين مسؤولين على الأقل في نفس الوقت. ويجب أن يخضع جميع طاقم العمل العسكري المسؤول عن تلقيم الأسلحة، أو تسليحها، أو إطلاقها، أو إحالة أوامر الإطلاق إلى برنامج التحقق من موثوقية الأفراد.
إذا قررت هيئة القيادة الوطنية أن الولايات المتحدة عليها أن تطلق أسلحة نووية، فسوف يصل هذا القرار إلى مركز القيادة العسكرية الوطني بواسطة رئيس هيئة الأركان المشتركة عبر حقيبة الطوارئ الرئاسية التي يُشار إليها بصفة غير رسمية باسم «كرة القدم». تحتوي كرة القدم تلك على كتاب أسود يحتوي على قائمة من خيارات الهجوم، وما يُعرف بـ«البسكويت»، وهي بطاقة ذهبية اللون طولها 5 بوصات وعرضها 3 بوصات تحتوي على أكواد المصادقة التي تؤكد على هوية الرئيس الحقيقية. تتضمن قائمة خيارات الهجوم: خيارات الهجوم الكبرى، وخيارات الهجوم المُختارة، وخيارات الهجوم المحدودة. يمكن إضافة دول أو مناطق بأكملها أو استبعادها من الهجمات النووية استنادًا إلى الظروف القائمة.
حتى يصل أمر الرئيس للجهات المعنية، يجب على رئيس الأركان المشتركة (أو كبير الضباط في مركز القيادة العسكرية الوطنية في حالة غياب رئيس الأركان) أن يؤكد على هوية الرئيس عبر إرسال كود تأكيد للرئيس، ويجب على الرئيس بدوره أن يرسل كود المصادقة المناظر من البطاقة الذهبية. إلى جانب ذلك يجب أن تصل الرسالة إلى مركز القيادة العسكرية البديل الواقع في جبل ريفين روك، بنسلفانيا، وإلى مقر قيادة جوي أيضًا؛ إما طائرة بوينغ إي-4 الخاصة بمركز العمليات الجوي الرئاسي، أو طائرة إي-6 العسكرية التي تُسمى «لوكينغ غلاس». إذا دُمر مركز القيادة العسكرية الوطني من أول هجمة، يجب على أي من مركز القيادة البديل، أو طائرتي بوينغ إي-4 أو إي-6 إصدار أمر بوقف العمل بخطة العمليات المتكاملة.
يوجه كبار ضباط مركز القيادة العسكرية تجهيزات أمر الإطلاق في صورة أمر حرب طارئ (EWO)، وهو رسالة تحتوي على خطة الحرب المُختارة، ووقت الإطلاق، وأكواد المصادقة، والأكواد اللازمة لفك الأقفال عن الصواريخ قبل إطلاقها. يجب أن يصادق مسؤول ثان على هذا الأمر. وعقب تلك المرحلة تُذاع الرسالة إلى مراكز القيادة حول العالم، ويصل الأمر مباشرة إلى أطقم الإطلاق في صورة رسالة إجراءات طارئة (EAM)، وهي رسالة مُكودة ومُشفرة بطول 150 حرف.
تخضع جميع أوامر إطلاق الأسلحة النووية إلى قاعدة «شخصين على الأقل في نفس الوقت» قبل أن تصل إلى مستويات القيادة الأدنى منها. تنتقل رسالة الإطلاق عبر مقرات القيادة الانتقالية حتى تصل في النهاية إلى منصات إطلاق الأسلحة النووية بعينها في صورة رسالة إجراءات طارئة (EAM) تأذن لطاقم العمل بتسليح الأسلحة أو إطلاقها. وفي حالة الأسلحة النووية الحديثة، تشمل رسالة الطوارئ أيضًا الأكواد الخاصة بجهاز السماح بتسليح الأسلحة النووية (PAL). وهذا الجهاز يسمح بتسليح الأسلحة فقط استعدادًا لإطلاقها. والدائرة الإلكترونية التي تتحكم بهذا الجهاز مغروسة داخل الرؤوس النووية فلا يمكن استخراجها إلا بعد تفكيك السلاح النووي بالكامل. وقد توجد عدة أكواد منفصلة للتسليح وللإطلاق. تتميز بعض الأسلحة النووية بخاصية التحكم في قوة الانفجار النووي قبل إطلاقها، من أقل قوة ممكنة إلى أقصى قوة ممكنة. تحتوي بعض الأسلحة كذلك على دائرة إلكترونية إضافية تمنع تسليح السلاح حتى عند إدخال كود صحيح إلا إذا استشعر السلاح النووي أنه موجه نحو مسار إطلاق متوقع. على سبيل المثال، تعتمد أول خطوات عملية التسليح النهائية للصواريخ الباليستية على الخصائص الفيزيائية المتحكمة بعملية الإطلاق، مثل تسارع الصاروخ عند الإطلاق، والحركة الانسيابية عند انعدام الجاذبية، والجوانب الفيزيائية الخاصة بعودة الصاورخ إلى الغلاف الجوي بسرعة تفوق سرعة الصوت. تستطيع قنابل الجاذبية المُلقاة من طائرة أن تستشعر ارتفاعها عن سطح الأرض قبل إطلاقها وفي أثناء سقوطها.
نبه الصحفي رون روزنباوم إلى أن خطة العمليات المتكاملة تهتم فقط بصحة هوية الضابط المسؤول ومدى صحة الأمر المنقول من خلاله، ولكنها لا تشمل أي ضمانات تؤكد على السلامة العقلية للشخص المسؤول عن إصدار الأمر. علق مسؤول في رابطة الحد من الأسلحة قائلًا: «يمتلك الرئيس سلطة مُطلقة تسمح له باتخاذ قرار استخدام أسلحة الولايات المتحدة النووية.... ولا يمكن إيقاف أمر الرئيس إلا بالعصيان، وفي تلك الحالة لا بد لأكثر من شخص أن يعصي أوامر الرئيس». ومن الجدير بالذكر أن الرائد هارولد هيرينغ أُرغم على الاستقالة من القوات الجوية لأنه (في أثناء خضوعه لتدريبات التعامل مع القذائف) سأل عن كيفية التحقق من أن أوامر إطلاق الصواريخ مشروعة من ناحية قانونية، وأنها صادرة عن رئيس عاقل «غير مختل» أو «هائج».